# Vaccin antitetanos
Vaccinul antitetanos, cunoscut și sub numele de toxiocoida tetanică (TT), este un vaccin utilizat la prevenirea tetanosului. Pe timpul copilăriei se recomandă cinci doze, urmată de doze suplimentare la fiecare zece ani. Aproape toate persoanele sunt imune după trei doze. Persoanelor care nu sunt la curent cu vaccinul antitetanos trebuie să li se administreze o doză de antitetanos de rapel în primele 48 de ore de la accidentare/rănire. Antitoxina tetanică este, de asemenea, recomandată celor cu un risc ridicat de rănire și care nu sunt imunizați complet. Tetanosul neonatal poate fi prevenit prin asigurarea faptului că femeile însărcinate sunt la curent cu vaccinul antitetanos și dacă nu sunt, atunci trebuie vaccinate.
Acest vaccin este sigur atât pentru femeile însărcinate cât și pentru cei cu HIV/SIDA. Între 25 și 85 la sută din persoanele vaccinate vor simți înroșire și durere la locul injecției. Mai puțin de 1% din persoanele vaccinate se vor confrunta cu febră, senzație de oboseală și dureri minore de mușchi. Reacții alergice severe se găsesc în mai puțin de o persoană din 100 000.
Vaccinul antitetanos este combinat în mai multe vaccinuri cum ar fi  DTaP și Tdap care conține vaccinul antidifteric, antitetanos, and vaccinul antipertussis, și DT și Td care conțin vaccinele antidifteria și antitetanos. DTaP și DT sunt administrate copiilor sub vârsta de șapte ani în timp ce Tdap și Td sunt administrate celor peste șapte ani. Literele mici d și p înseamnă doze mai puțin puternice de vaccine antidifterie și antipertussis.
Vaccinul antitetanos a fost disponibil în Statele Unite ale Americii din anii 1940. Acesta a condus la o scădere de 95% a ratei de tetanos. Acest vaccin se află pe Lista medicamentelor esențiale ale Organizației Mondiale a Sănătății, lista celor mai importante medicamente recomandate pentru un sistem de sănătate. În 2014, costul cu ridicata era între 0,17 și 0,65 USD pe doză. Costul în Statele Unite ale Americii este între 25 și 50 USD.